# رادوسلاف برجانين
رادوسلاف برجانين (مواليد 9 فبراير 1948) هو مجرم حرب من صرب البوسنة والهرسك. في عام 2004 حكمت عليه المحكمة الجنائية الدولية ليوغوسلافيا السابقة بالسجن 32 عام لارتكابه جرائم خلال حرب البوسنة والهرسك. وخُففت العقوبة التي يقضيها في الدنمارك لمدة عامين عند الاستئناف في عام 2008.

## النشأة
ولد في 9 فبراير 1948 في سيليناك في جمهورية البوسنة والهرسك الاشتراكية في جمهورية يوغوسلافيا الاتحادية الاشتراكية. عمل مهندس مدني في تجارة البناء حتى عام 1990. في ذلك الوقت نظرا لصعوبة الحفاظ على وحدة يوغوسلافيا بدأت مناطق معينة في البوسنة والهرسك في تنظيم نفسها في هياكل إقليمية على أساس مفهوم مجالس البلدية مثل تلك التي كانت موجودة بموجب الدستور اليوغوسلافي لعام 1974. تم إنشاء الجمعية البلدية لبوسانسكا كرايينا ومقرها بانيا لوكا في أبريل ومايو 1991. وكان برجانين أول نائب لرئيسها.

## جرائم الحرب
في 9 يناير 1992 أُعلن عن جمهورية البوسنة والهرسك الصربية وأعيد تسميتها إلى جمهورية صرب البوسنة في 12 أغسطس 1992. شعر قادة الحزب الديمقراطي الصربي بوجود عدد كبير من السكان البوشناق والكرواتيين الذين يعيشون في المناطق التي ادعوا أنها جزء منها. شكلت جمهورية البوسنة والهرسك الصربية عقبة رئيسية أمام قيام دولتهم. وبالتالي فإن إقامة هذه الدولة وحماية حدودها يعنيان في الوقت المناسب الإخلاء الكامل أو «التطهير العرقي» عمليا لكل البوشناق وكروات البوسنة والهرسك.
تم تشكيل مجموعات الأزمات لتعمل كأجهزة للتنسيق وتنفيذ العناصر الرئيسية للمرحلة التنفيذية للخطة ولتتولى إدارة المناطق والبلديات. تم إنشاء فريق إدارة الأزمات في منطقة كرايينا المتمتعة بالحكم الذاتي في 5 مايو 1992 برئاسة برجانين. لعب برجانين دور من الدرجة الأولى في الحملة لإنشاء دولة صربية نقية عرقيا. مكنه موقعه من تسهيل التطهير العرقي من خلال وضع جميع أدوات سلطة الدولة (وسائل الإعلام والإدارة المركزية وسلطة الإسكان والخدمات الصحية والشرطة والنظام القانوني ووسائل الإنتاج والتوظيف) في أيدي الهيئات الإدارية والأشخاص الملتزمون بدولة صربية نقية عرقيا. وقع قرارات وأوامر طاقم إدارة الأزمات في جمهورية كرايينا الصربية والتي بدورها أصدرت تعليمات وأجبرت موظفي إدارة الأزمات في البلدية على اتخاذ إجراءات. وشارك بعض أعضاء هذه الخلايا بشكل مباشر في تنفيذ الجرائم المزعومة: الاضطهاد والإبعاد والقتل والتعذيب والتدمير.
اعتقلت قوة تحقيق الاستقرار برجانين في 6 يوليو 1999 ونُقل في نفس اليوم إلى المحكمة الجنائية الدولية ليوغوسلافيا السابقة.

## الحكم والإدانة
مثل برجانين لأول مرة أمام المحكمة الجنائية الدولية ليوغوسلافيا السابقة في 12 يوليو 1999. ودفع ببراءته من التهم الاثنتي عشرة الموجهة ضده بما في ذلك التهم المتعلقة بالإبادة الجماعية والقتل الجماعي. كانت المحكمة الابتدائية للمحكمة الجنائية الدولية ليوغوسلافيا السابقة راضية بما لا يدع مجال للشك أنه خلال الفترة التي تغطيها لائحة الاتهام وقبل ذلك بالفعل كان برجانين شخصية سياسية بارزة في جمهورية كرايينا الصربية وشغل مناصب رئيسية. لعب دور سياسي مهم على المستويات الثلاثة لقيادة صرب البوسنة: البلدية والإقليمية والجمهورية.
كانت المحكمة الابتدائية راضية عن مشاركة برجانين مع قيادة صرب البوسنة والهرسك في دعم الخطة الاستراتيجية التي تهدف إلى ربط المناطق المأهولة بالسكان الصرب في البوسنة والهرسك معا للسيطرة على هذه المناطق وإنشاء دولة منفصلة لصرب البوسنة والهرسك التي سيتم إزالة معظم غير الصرب منها بشكل دائم. أبرزت المحكمة الجنائية الدولية ليوغوسلافيا السابقة أنه يعلم أن الخطة الاستراتيجية لا يمكن تنفيذها إلا باستخدام القوة والخوف.
في 1 سبتمبر 2004 حكمت المحكمة الابتدائية للمحكمة الجنائية الدولية ليوغوسلافيا السابقة على برجانين بالسجن 32 سنة. وجدت المحكمة أنه مذنب في التهم التالية على أساس مسؤوليته الجنائية الفردية (المادة 7 § 1 من النظام الأساسي):
الجرائم ضد الإنسانية (المادة 5 من النظام الأساسي: يعتبر التعذيب والترحيل والتهجير القسري عمل غير إنساني).
الانتهاكات الجسيمة لاتفاقيات جنيف لعام 1949 (المادة 2 من النظام الأساسي: القتل العمد والتعذيب).
انتهاكات قوانين أو أعراف الحرب (المادة 3 من النظام الأساسي: التدمير العشوائي للمدن والبلدات والقرى أو التدمير الذي لا تبرره ضرورة عسكرية والتدمير أو الإضرار المتعمد بالمؤسسات المكرسة للدين).
في 22 سبتمبر 2004 قدم برجانين استئناف ضد هذا الحكم. في 3 أبريل 2007 نقضت محكمة الاستئناف النتيجة التي توصلت إليها المحكمة الابتدائية بأن سلوك برجانين كان له تأثير كبير على ارتكاب التعذيب في معسكرات الاعتقال على أساس نقص الأدلة. كما نقضت محكمة الاستئناف إدانة برجانين بتهمة التدمير العشوائي للمدن والبلدات والقرى أو التدمير الذي لا تبرره الضرورة العسكرية إلى الحد الذي تتعلق به هذه الإدانة ببلدية بوسانسكا كروبا. في ضوء تخفيض الإدانات خفضت محكمة الاستئناف عقوبة برجانين لمدة عامين. نُقل إلى الدنمارك في 4 مارس 2008 ليقضي عقوبته.